# El Amate, Jitotol
El Amate är en ort i Mexiko.   Den ligger i kommunen Jitotol och delstaten Chiapas, i den sydöstra delen av landet, 700 km öster om huvudstaden Mexico City. El Amate ligger 952 meter över havet och antalet invånare är 477.
Terrängen runt El Amate är kuperad söderut, men norrut är den bergig. Runt El Amate är det ganska tätbefolkat, med 86 invånare per kvadratkilometer. Närmaste större samhälle är Simojovel de Allende, 7,9 km öster om El Amate. I omgivningarna runt El Amate växer i huvudsak städsegrön lövskog.